# Журналистика одного взгляда
Журналистика одного взгляда (англ. glance-journalism) – новое течение в цифровой журналистике, которое подразумевает потребление контента в максимально короткий срок.

## Генезис течения и возникновение термина
Причиной зарождения данного журналистского течения считается возникновение новейших разработок в сфере технологий и в средствах массовой информации. Новостной формат, используемый для производства и распространения новостей потерпел изменения именно после выпуска умных часов Apple Watch в 2014 году, в связи с чем распространение и поглощение новостей в корне изменилось. Наиболее заметной и значимой особенностью этих мини-устройств является резкое сокращение размера экрана, что положило начало новому «glance-течению» в цифровой журналистике. На замену длинным, тяжелым для чтения и восприятия текстам пришли короткие новостные заголовки, передающие основный смысл и главную информацию для пользователя.
Изначально этот термин был упомянут журналистом Дэном Шэнофом, создателем новостного портала «Quickish». В статье под названием "Wearables could make the “glance” a new subatomic unit of news"  автор заявляет, что на сегодняшний день пользователь хочет, чтобы информация была краткой, доступной и не занимала слишком много времени.
"Сейчас аудитория предпочитает ускоренный формат жизни. Это не может быть решено только с помощью адаптивного дизайна; изначально для этого необходим оригинальный подход." Оригинальный текст (англ.)“The audience wants to go faster. This can’t be solved with responsive design; it demands an original approach, certainly at the start.”
Дэн Шэноф полагает, что именно первая презентация Apple Watch в 2014 году положила начало новой эры в цифровой журналистке. Журналистика одного взгляда является новым способом быстрого потребления новостей. По сравнению с классической рассылкой новостей, статьями и блогами, такого рода «короткие новости», используемые в «glance-журналистике» помогают человеку лучше сконцентрировать свое внимание и не заставляют его тратить лишнее время на пролистывание новостной ленты.
Факторы возникновения этого течения в своей научной работе также рассматривает ряд профессоров факультета связей с общественностью Университета Сантьяго-де-Компостела. Они заявляют, что с появлением Apple Watch общество возвращается к мобильной журналистике и все чаще предпочитает получать информацию, основанную на коротких заголовках, оповещениях или информативных уведомлениях. Следовательно, носимые гаджеты могут стать главной причиной развития новых течений в микро-журналистике. Исследование агентства Reuters, проведенное в 2016 году подтверждает, что использование новостных уведомлений удвоилось благодаря появлению таких носимых гаджетов, как умные часы, которые в будущем могут ускорить эту тенденцию.

## Применение
Такое течение, как «Журналистика одного взгляда» уже давно применяется различными интернет-изданиями, с целью ускорения времени потребления пользователями нового контента. Одним из них первых является The New York Times. О нововведении говорится в статье Линды Зебиан, исполнительного директора по корпоративным коммуникациям The New York Times. Она отмечает, что интернет-издание разработало новый вид передачи информации, которую читатель способен поглотить за считанные секунды, используя при этом лишь экран часов Apple Watch. Новостной ряд разделен на несколько наиболее актуальных для пользователя тем, включая такие разделы, как: бизнес, политика, наука, технологии и искусство. Кроме веб-приложений, на умных часах также круглосуточно транслируются «экстренные новости».  Помимо The New York Times, мобильные приложения адаптированные под Apple Watch также создали CNN, Национальное Общественное Радио США и The Guardian.

## Критика
«Производители технологий раздули значимость этого нового устройства и нового вида цифровой журналистики, чтобы привлечь внимание пользователей броским лозунгом: «Меньше значит больше» (Less is more). Те, кто поддерживает это новое течение утверждают, что для получения информации достаточно лишь заголовка новостей на маленьком экране. Иными положительными особенностями «журналистики одного взгляда», по мнению сторонников, является свободный доступ к информации из любого местоположения, непрерывное поглощение новостей, возможность чтения с небольшого экрана, получение уведомлений, возможность изменения цвета и размера шрифта и параметров масштабирования. Однако с другой стороны, технология «smartwatch» как нового распространителя новостей оценивается с критической точки зрения в последних исследованиях, связанных с деформацией новостного текста» - отмечает Бильге Нарин – доктор наук, научный сотрудник факультета коммуникаций и журналистики Университета Гази в Турции. На вопрос об актуальности нового журналистского течения Бильге Нарин пыталась ответить в речи, с которой выступила на 16-й международной конференции в Турции, посвященной интернет-коммуникациям нового тысячелетия. В своем докладе Бильге выделила несколько основных угроз связанных с ускоренным развитием микро-журналистики. Некоторыми из них являются полное искажение и минимизация текста, влияющие на нарушение семантики и полноценного восприятия информации, что может подорвать роль качественной журналистики. Также, автор отмечает, что под угрозой находится и сама профессия журналиста. Причиной тому может стать возрастающая тенденция минимизации текста, при использовании которой талантливые редакторы не будут востребованы, что приведет к частичной деградации общества.
«Короткие тексты и отрывки стали заменой изображения. Следовательно, такого рода журналистские течения могут являться причиной снижения социальной ответственности среди пользователей и граждан в целом».Оригинальный текст (англ.)The small and fragmented texts have become the new images. As a result, such a journalistic practice may cause less informed and non-responsible users and citizens.
.